# The Mississippi Gambler (pel·lícula de 1953)
The Mississippi Gambler és una pel·lícula estatunidenca dirigida per Rudolph Maté estrenada el 13 de gener de 1953 a Saint Louis (Missouri) i ambientada a Nova Orleans abans de la Guerra Civil Nord-americana. Produïda pels Universal Studios va ser nominada als premis Oscar al millor so. Malgrat que la Universal ja havia usat anteriorment aquest títol en dues pel·lícules (The Mississipi Gambler (1929) i Mississipi Gambler (1942)) aquestes no estan relacionades. Entre els personatges secundaris es pot distingir a Anita Ekberg. Aquesta va ser la primera pel·lícula de Tyrone Powers després d'acabar el seu contracte amb la Twentieth-Century Fox. Va acceptar actuar a aquesta pel·lícula a canvi de cobrar addicionalment un percentatge dels guanys de la pel·lícula. El seu sou va ser de 250.000 dolars i la meitat dels beneficis de la pel·lícula. Posteriorment, va protagonitzar una versió radiofònica de la mateixa història per a la Lux Radio Theatre coprotagonitzada per la seva dona Linda Christian en el paper d'Angelique Dureau.

## Argument
Mark Fallon és un jugador professional que es troba en una barcassa del Mississipi amb la intenció de guanyar diners a les cartes sense fer trampes. Allà es troba amb Kansas John Polly, un altre jugador professional, que li assenyala la possibilitat de jugar contra Montague Caldwell, un home ric però que té fama de fer trampes. Allí mateix, Mark coneix i s'enamora Angelique Dureau, filla de Edmond Dureau, que viatja amb el seu germà Laurent. Els Dureau són una família aristocràtica de Nova Orleans. Mark participa en una partida de pòquer amb Lauren Dureau i Montague Caldwell. Es malfia d'aquest últim i, després d'insistir a jugar amb una baralla sense estrenar, guanya tants de diners que Laurent ha de pagar el deute amb un valuós collaret, herència familiar de la seva germana. Caldwell l'amenaça que el farà llençar al riu si mai més l'acusa de jugar amb cartes marcades, cosa que no intimida Mark. L'endemà Mark Fallon intenta tornar el collaret a Angelique, però ella ho refusa. Poc després, Polly s'assabenta que Caldwell i els seus amics pretenen assaltar-lo i li proposa de canviar de vaixell i anar a Nova Orleans. Els sequaços de Caldwell ataquen en aquell moment però Mark es pot defensar prou temps com per poder saltar una l'altra barcassa amb Polly i arribar a Nova Orleans.
Pocs dies Mark es troba a Nova Orleans en un club d'esgrima on atreu l'atenció del millor justador del local, que justament és Edmond Dureau, el pare d'Angelique. Mark li confesa com va anar la trobada amb els seus dos fills i, malgrat tot, Edmond, que en temps passats havia conegut el pare de Mark, el convida a casa seva. Allà, Angelique té un pretendent, el banquer George Elwood, que refusa, com també refusa a Mark Fallon. Gràcies a un retrat de la seva mare amb el collaret, s'assabenta que aquesta va morir de part en néixer Angelique.
En pocs mesos jugant a cartes, Mark guanya prou diners per muntar un restaurant i un casino. Durant aquest temps s'ha trobat algunes vegades amb Angelique, com per exemple al ball del governador. Un dia, al casino de Mark, un home jove, Julian Conant, perd molts de diners que no eren seus i de resultes d'això es suïcida, deixant sola la seva germana Ann. Mark i Polly es fan càrrec de la germana, ingressant secretament diners al seu compte corrent. Per altra banda, Laurent s'enamora perdudament d'Ann però al declarar-li el seu amor, aquesta li confessa que està enamorada de Mark. Laurent li explica que Mark està enamorat de la seva germana Angelique, però ella diu que no li importa i Laurent marxa enrabiat, s'emborratxa i va a trobar Mark per reptar-lo a un duel.
Malgrat la seva expertesa, Mark tria la pistola per al duel i Angelique, a l'assabentar-se, el visita per regraciar-lo. Mark la besa i l'acusa d'evitar els homes perquè té por d'acabar com la seva mare. Ella marxa ofesa. Durant el duel, Laurent dispara abans que el compte enrere hagi acabat però falla. Mark renuncia a disparar. Edmond, humiliat, demana a Laurent que abandoni casa seva però queda dessolat en veure que Angelique marxa amb ell. Per tal de protegir Laurent, que és refusat per la societat de Nova Orleans, Angelique decideix casar-se finalment amb el banquer George Elwood. Tot i les reticències del seu pare, es casa, encara que no és feliç.
Passat un temps, Edmond escolta algú referir-se a Ann com l'amant de Mark i el repta a un duel, el qual perd i queda malferit. Aquella mateixa nit, Laurent es troba amb Mark i l'ataca. En la baralla Laurent mor al caure sobre el seu ganivet. Quan Mark va a veure al llit de mort a Edmond per explicar-li les males noves, aquest, abans de morir, li demana que cuidi d'Angelique.
Poc temps després, Mark s'assabenta que la gent està traient els fons del banc de George degut a la desconfiança que genera com està gastant els diners. George no escolta els advertiments de Mark i el banc acaba fent fallida. George desapareix enduent-se tots els diners que quedaven, inclosos els d'en Mark, que haurà de retornar a la seva vida de jugador a les barcasses. Mentrestant, el matrimoni d'Angelique és anul·lat i es veu forçada a tornar a la casa del pare. Allà, mirant el retrat de la seva mare, recorda les paraules de Mark i decideix anar-lo a buscar abans que salpi la barcassa. Aconsegueix arribar a temps i abans que tingui temps d'explicar-se Mark li tanca els llavis amb un petó.  

## Repartiment
- Tyrone Power (Mark Fallon)
- Piper Laurie (Angelique Dureau)
- Julia Adams (Ann Conant)
- John McIntire (Kansas John Polly)
- Paul Cavanagh (Edmond Dureau)
- John Baer (Laurent Dureau)
- Ron Randell (George Elwood)
- Ralph Dumke (F. Montague Caldwell)
- Dennis Weaver (Julian Conant)
- Robert Warwick (Paul O. Monet)
- William Reynolds (Pierre)
- Guy Williams (Andre)

## Fitxa tècnica
- Producció: Universal-International Pictures
- Productor: Ted Richmond[2]
- Distribució: Universal Pictures Co., Inc.
- Nacionalitat: EUA
- Direcció: Rudolph Maté
- Ajudant de direcció: John F. Sherwood
- Direcció artística: Alexander Golitzen i Richard Riedel
- Guió: Seton I. Miller
- Director de fotografia: Irving Glassberg (35mm, Technicolor)
- Muntatge: Edward Curtiss
- Música: Frank Skinner[4]
- Decorats: Russell A. Gausman i Julia Heron
- Vestuari: Bill Thomas
- Maquillatge: Joan St. Oegger i Bud Westmore
- So: Leslie I. Carey i Richard De Weese
- Idioma original: anglès
- Coreografies: Gwyneth Verdon i Hal Belfer
- Durada: 99 min